# 1791 w polityce

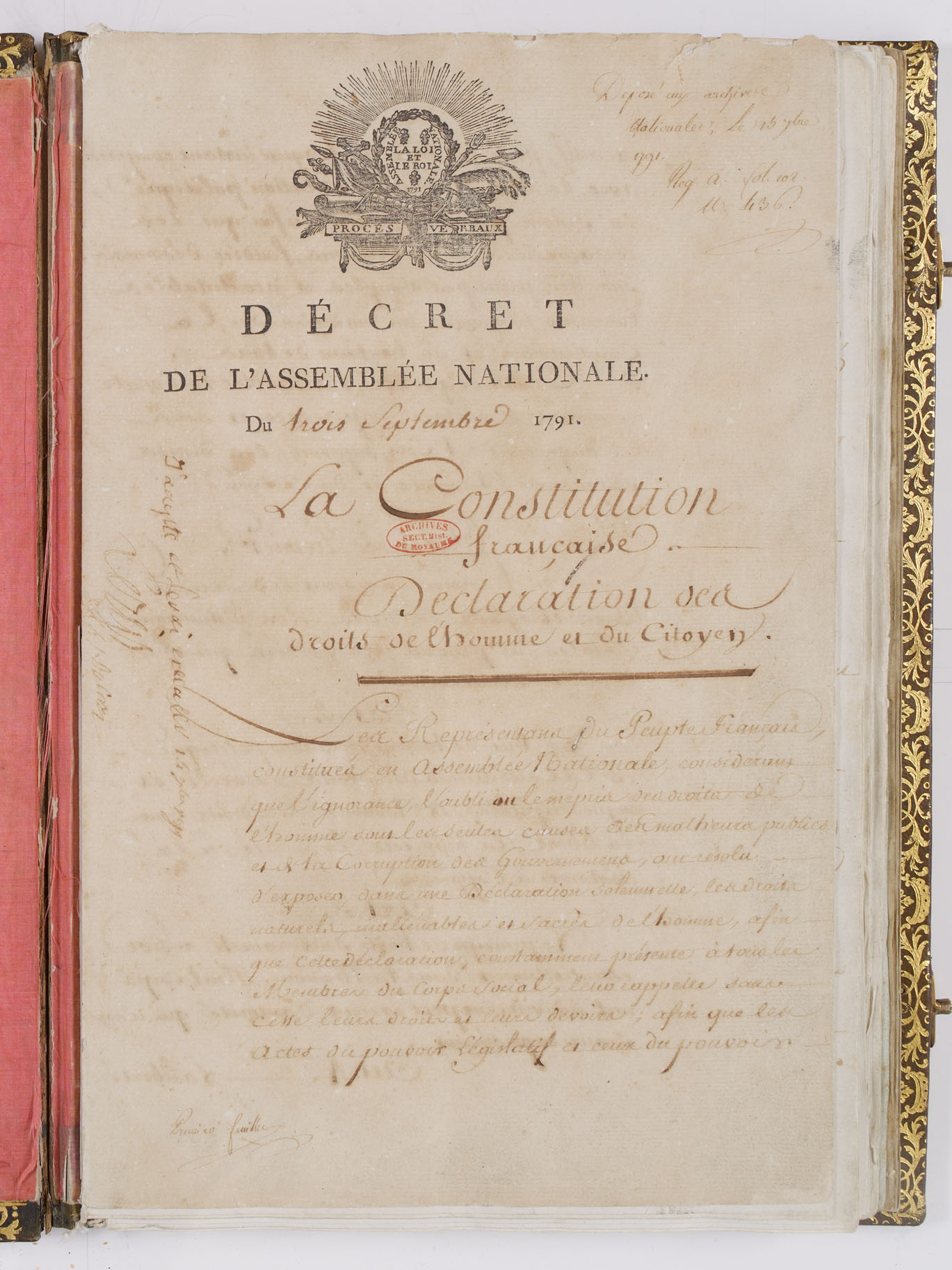
Konstytucja z 1791

Wydarzenia polityczne w 1791 roku.

## Wydarzenia
- 3 maja uchwalenie Konstytucji 3 maja[1].
- 3 września uchwalenie Konstytucji we Francji[2].